# Чикаго берси
Чикаго берси (енгл. Chicago Bears) су професионални тим америчког фудбала са седиштем у Чикагу у Илиноису. Утакмице као домаћин клуб игра на стадиону Солџер филд. Клуб наступа у НФЦ-у у дивизији Север. Основан је 1919. и до сада је три пута мењао назив, а под данашњим именом наступа од 1922. 
Берси су девет пута били прваци НФЛ-а, последњи пут 1985. Маскота клуба је медвед „Стејли Да Бер“.